# شخص گمشده
شخص گمشده (به انگلیسی: The Missing Person) فیلمی محصول سال ۲۰۰۹ و به کارگردانی نوآ بوشل است. در این فیلم بازیگرانی همچون مایکل شنون، ایمی رایان، فرانک وود، لیندا ایمند، مارگارت کالین، جان وینتیمیلیا، مریت ویور، پل آدلستین، لایزا ویل، دنیل فرانزیز و پال اسپارکس ایفای نقش کرده‌اند.